# 金光樸麗魚
金光樸麗魚，為輻鰭魚綱鱸形目隆頭魚亞目慈鯛科的其中一種，分布於非洲維多利亞湖流域，體長可以達到9.1公分，棲息在中底層水域，生活習性不明。

## 擴展閱讀
維基物種上的相關：金光樸麗魚